# PlayStation Store

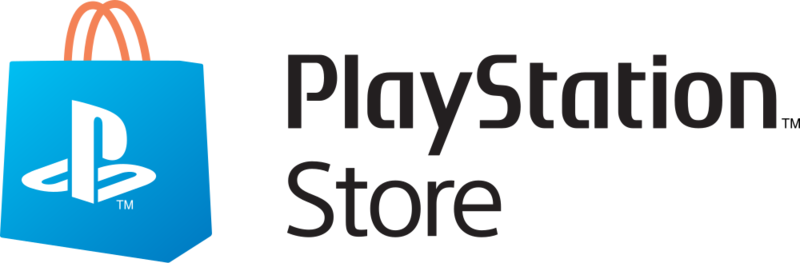
Logo sklepu

PlayStation Store – w skrócie Ps Store. wirtualny sklep online dostępny dla posiadaczy konsoli Sony PlayStation 5, PlayStation 4, PlayStation 3, PlayStation Portable oraz PlayStation Vita przez usługę PlayStation Network.
PlayStation Store ma w swojej ofercie:
- dema gier
- dodatki do gier, czyli tzw. DLC
- pełne wersje gier, często dostępne jedynie w dystrybucji elektronicznej
- klasyki z PlayStation, PlayStation 2, PlayStation 3 i PlayStation Portable
- gry MINIS
- i wiele innych aplikacji (m.in. motywy, avatary)

Dostęp do usługi można uzyskać poprzez wybranie ikony w menu XMB konsoli PS3 lub PSP. Wersja web'owa dla PSP jest dostępna przez Media Go na PC.
6 lipca 2021 roku Sony zamknęło swój sklep na PlayStation Portable. Od tego dnia ograniczono również jego funkcjonalność na konsolach PlayStation 3 i PlayStation Vita.
9 marca 2022 PlayStation Store zakończyło działanie w Rosji z powodu inwazji Rosji na Ukrainę.

## Dostępność
PlayStation Store jest dostępne w wybranych krajach:
- Arabia Saudyjska
- Argentynie
- Australia
- Austria
- Belgia
- Brazylia
- Bułgaria
- Chile
- Kanada
- Chiny
- Chorwacja
- Czechy
- Dania
- Francja
- Grecja
- Hiszpania
- Holandia
- Hongkong
- Węgry
- Indie
- Indonezja
- Irlandia
- Izrael
- Japonia
- Katar
- Kolumbii
- Korea Południowa
- Kuwejt
- Luksemburg
- Malezja
- Meksyk
- Niemcy
- Norwegia
- Nowa Zelandia
- Peru
- Polska
- Portugalia
- Południowa Afryka
- Słowenia
- Singapur
- Stany Zjednoczone
- Szwecja
- Szwajcaria
- Tajlandia
- Tajwan
- Turcja
- Ukraina
- Wielka Brytania
- Włochy
- Zjednoczone Emiraty Arabskie